# 南長岡站
南長岡站（日语：／ Minami-Nagaoka Eki */?）是一位於日本新潟縣長岡市，隸屬於日本貨物鐵道（JR貨物）的鐵路車站，車站編號為3019，車站原座落於東日本旅客鐵道（JR東日本）信越本線管內。車站的東邊為JR東日本長岡車輛中心所在地。

## 車站構造

### 站房
一座兩層高的水泥建築物，貼近住宅區，營業窗口亦在建築物內，但正門則位處貨物站範圍內。從住宅區（宮內8丁目）內並不能駕車駛進至貨物站範圍，必須到400米外、位於隔隣的千歲1丁目入口進入才可到達。

### 線路
共設5條軌道，其中四條靠向住宅區，另外1條靠近信越本線的路軌，長400米的貨物月台則位於第4及第5軌道的中間，而第3、4及5軌道會從縣道111號的「第二上條跨線橋」下方通過，連接至北端的JR東日本長岡機關區及長岡運轉所範圍。

### 處理類型
本站現時可處理12呎小型、20呎中型（標準模式及24噸負重）及30呎大型貨櫃、及符合ISO 668規格的20呎國際海運標準貨櫃，亦已獲得許可運載不同類型的工業廢料。

## 發車班次
現時每天開出8班定期鐵道班次及2班貨櫃車班次，鐵路班次前往黑井站、新潟貨運站、東京貨運站（經隅田川站）、百濟貨運站（經京都貨運站）、岡山貨運站（經神戶貨運站）、大阪貨運站及福岡貨運站（經北九州貨運站）。而貨櫃車班次則開往同縣的柏崎線外貨運站。

## 歷史
- 1931年7月11日：日本國有鐵道長岡操車場開設[3]。
- 1966年1月10日：南長岡站（貨物站）。辦理小型貨物提取[3]。
- 1974年10月1日：昇格為一般站，開始小行李托運服務[3]。
- 1978年10月1日：小行李托運服務取消，降回為貨物站[3]。
- 1985年3月5日：南長岡站與長岡操車場統合。
- 1987年4月1日：國鐵分割民營化，成為日本貨物鐵道的一個車站。
- 1996年7月1日：轉換採用新式列車着發方式[4]。
- 1997年3月22日：開設來往柏崎站ORS的貨櫃車班次。
- 1998年4月1日：開設來往東三條站ORS的貨櫃車班次。
- 2012年3月17日：來往東三條站ORS的貨櫃車班次停辦。

## 相鄰車站
日本貨物鐵道
信越本線、上越線
宮內－南長岡站（貨）－長岡